# Antepipona guineensis
Antepipona guineensis är en stekelart som först beskrevs av Henri Saussure.  Antepipona guineensis ingår i släktet Antepipona och familjen Eumenidae. Inga underarter finns listade i Catalogue of Life.